# آلوارز اند مارسال
آلوارز اند مارسال (انگلیسی: Alvarez and Marsal) شرکت خدمات حرفه‌ای آمریکایی است، که در سال ۱۹۸۳ تأسیس شد.